# درپوش (مغز)

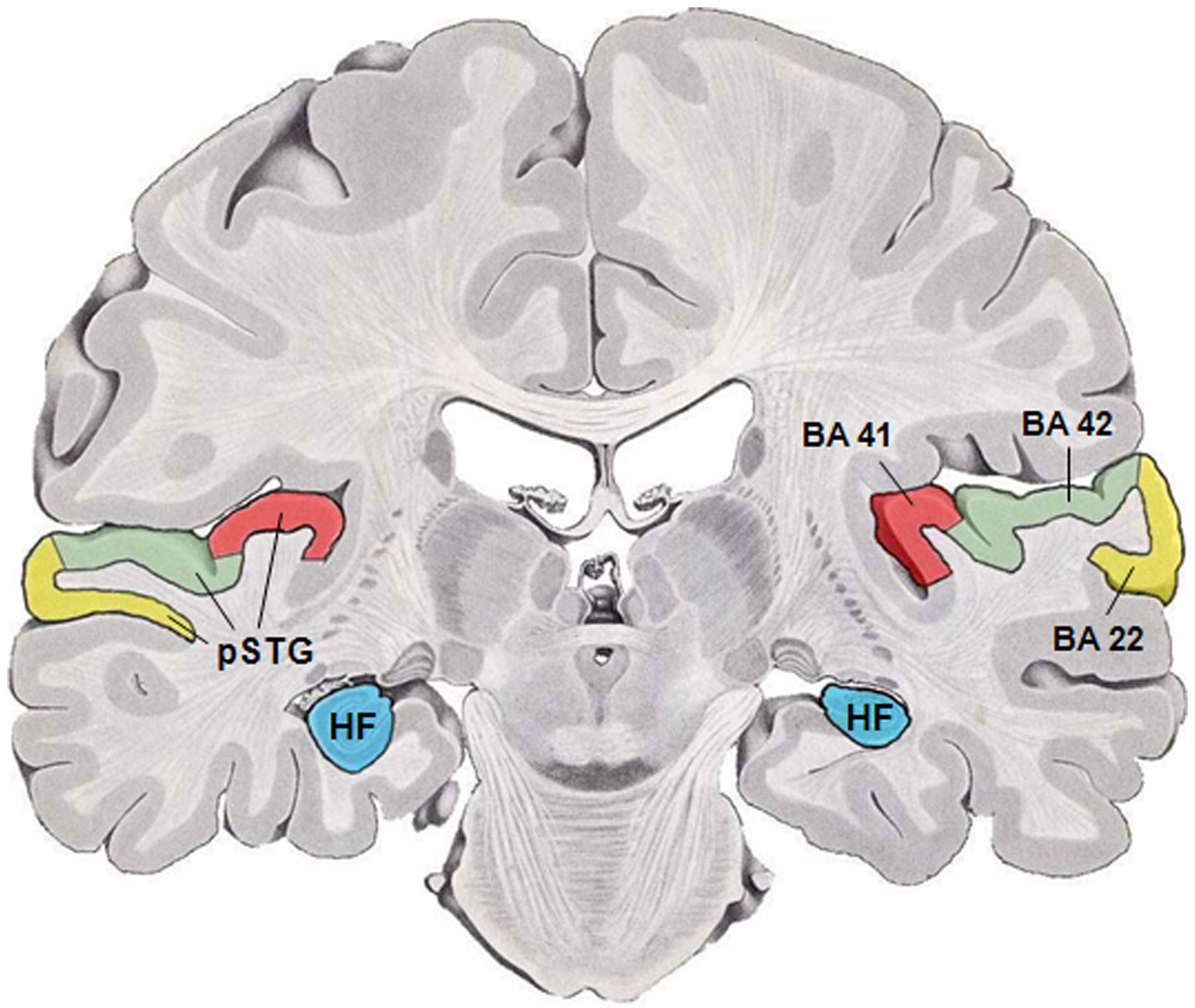
red:Brodmann area 41,
green:Brodmann area 42,
note 1: BA41 is bounded medially by Brodmann area 52 and laterally by BA42,
note 2: pSTG is posterior part of the superior temporal gyrus

درپوش در مغز انسان می‌تواند به درپوش پیشانی، گیجگاهی یا جداری اشاره داشته باشد که روی‌ هم‌ رفته قشر جزیره‌ای را می‌پوشانند.
لب جزیره‌ای، بخشی از قشر مخ است که در عمق شیار جانبی قرار گرفته‌است و مانند یک جزیره تقریباً توسط شیار جانبی احاطه شده و توسط درپوش جزیره‌ای پوشیده شده‌است.
1. ↑  «نسخه آرشیو شده» (PDF). بایگانی‌شده از اصلی (PDF) در ۲۶ فوریه ۲۰۲۳. دریافت‌شده در ۲۶ فوریه ۲۰۲۳.